# Chajchu
Chajchu es un plato tradicional de la gastronomía boliviana, con variantes en varios departamentos.

## Ingredientes e historia
Dependiendo de la variante (ya sea cochabambina, potosina o paceña), el chajchu se hace con carne de cerdo o res, cebolla, chuño, papa, quesillo, huevos, ají rojo y habas. Se acompaña con una ensalada de cebolla, tomate y locoto y quirquiña.
Se dice que tradicionalmente se consumía el chajchu antes de comenzar una jornada laboral, dada la carga calórica de este platillo. En 2019 se abrió una votación para votar por el platillo bandera de Cochabamba y el chajchu era uno de los candidatos.

## Etimología
Chajchu en quechua significa rociar, quizás en alusión a cómo se rocían las cebollas y el ají encima del plato, sobre la carne.